# Kon (mitología inca)
Kon (conocido también como: Wakon) era el dios del viento y la lluvia dentro de la mitología incaica. El dios Kon vino desde el Norte, apareciendo por primera vez en el mar.
En algunas leyendas, Kon es establecido como hijo de los dioses Inti y Mama Quilla.

## Etimología
No está definido el significado exacto del nombre Kon. Al provenir de culturas más antiguas que la incaica, hace más complicado la búsqueda sobre su definición.
No obstante, para el antropólogo Alfredo Torero, el término Kon parece tener origen en las culturas que florecieron en el Norte del Perú.
Uno de los factores que apoya esta teoría se encuentra en la descripción a Kon por el historiador Francisco López de Gómara (1552). El historiador describe a la deidad con lo siguiente:

Dicen que al principio del mundo vino por la parte septentrional un hombre que se llamó Con, el cual no tenía huesos. Andaba mucho y ligero; acortaba el camino abajando las sierras y alzando los valles con la voluntad solamente y palabra, como hijo del Sol que decía ser. Hinchó la Tierra de hombres y mujeres que crió y dióles mucha fruta y pan, con lo demás a la vida necesario.
Historia general de las Indias, Capítulo CXXII

Kon fue un vocablo registrado en la lengua culli (de la provincia de Huamachuco) como Coñ. Asimismo, dicho término tiene por significado “agua”. El significado se puede ajustar perfectamente a la definición del relato mítico –“sin huesos”, “camino acortado”–, es decir, la deidad era como el agua que bajaba de los cerros, se transformaba en ríos, cavaba las montañas, desbravaba la floresta, etc.

## Mitología

### Kon y Pachacámac
En este mito, se menciona al dios Kon como el creador de todo; pues era el creador del Sol, la Luna, las estrellas, etc. (algunas variantes muestran a Kon como hijo del Sol y la Luna).
Una vez creada la Tierra y todos los elementos que la conforman, Kon decide poblarla de seres que lo adorasen y le rindiesen culto. De esta manera, Kon creó a la humanidad y les otorgó fértiles tierras llenas de alimentos y agua. Sin embargo, los seres humanos poco a poco perdieron la devoción hacia su creador y, por ende, ya no le ofrendaban. El dios Kon los castigó con la ausencia de las lluvias, lo que hizo que las edénicas y fértiles tierras se convirtieran en los extensos desiertos que yacen en la zona costera. A manera de mostrar misericordia, el dios Kon se limitó a suministrar a la humanidad de algunos rios para que ellos, a base de mucho esfuerzo, puedan abastecerse y subsistir.
Sin embargo, un día, el mundo contempló el advenimiento del dios Pachacámac, quien llegó para imponer un nuevo orden en la creación. Este último enfrentó a Kon en una larga y violenta batalla que remeció toda la Tierra. La batalla tuvo como desenlace la victoria del dios Pachacámac y el exilio del dios Kon. Posteriormente, Pachacámac destruyó toda creación de Kon y la moldeó a su voluntad. Asimismo, Pachacámac convirtió a los seres humanos del dios Kon en diversos animales como: monos, zorros, lagartos, etc. Esto último lo hizo con el fin de crear una nueva generación de seres humanos.

#### Interpretación del mito
La relación entre ambos dioses creadores ha sido recopilada por diversos cronistas. Dichas recopilaciones poseen ciertas diferencias entre sí; no obstante, todos estos testimonios explican el mismo hecho mítico: el fin del orden establecido por una antigua deidad y la imposición de un nuevo orden por otra.
Como ejemplo de ello, se tiene al cronista novohispano Pedro Gutiérrez de Santa Clara, el cual escribió:

Cuentan los indios muy viejos que ahora hay, que lo oyeron de sus pasados, que el primer dios que uvo en la Tierra fue llamado Cons, el cual formó el cielo, el sol, la luna, las estrellas y la tierra, con todos los animales y lo demás que ay en ella, que fue tan solamente con el pensamiento y con su resuello, y que pasando por estas tierras, que eran todas despobladas, hizo y crió todas las cosas que se ven y parescen en ellas, y que formó con su resuello todos los indios y los animales terrestres y aves celestes y muchos árboles y plantas de diversas maneras. Y que después desto se fue a la mar y que anduvo a pie enjuto sobre ella, y sobre los ríos, y que crió todos los peces que ay, con sola su palabra, y que hizo otras cosas maravillosas, y que después se fue de esta Tierra y se subió al cielo.
Decían más estos indios que dende a mucho tiempo y a muchos años y siglos vino a la Tierra un otro dios más poderoso que Cons, llamado Pachacama, que quiere decir Hacedor del mundo o reformador, y que destruyó con fuego y agua todo lo hecho y criado por el dios Cons, y que los indios que avía los convirtió en simios y monas y los envió a vivir a los Andes y a los valles que ay por allí. En estos valles ay tanta cantidad de ellos que es cosa extraña, que los vivos parecen frailes dominicos, con los hábitos negros y las caras blancas, y los otros con hábitos pardos y las caras negras, que parecen frailes negros del señor Sant Francisco; son grandes de un codo, poco más o menos, y son muy bravos.
Y que después de destruida estas tierras, dicen los indios que el dios Pachacama, como más poderoso en todas las cosas y por otra parte misericordioso, las tornó a reformar y a mundificar, y que crió de nuevo otros indios y muchas indias bien hermosas, cuales las ay por aquí, así en la serranía como en los llanos. A los vivos hizo poblar la serranía, que estaba fresca por la a ver regado la inundación del diluvio, y a los otros mandó poblar los llanos de la marina, en unos valles de mucha agua que viene de la sierra y hace muy linda frescura con la mucha arboleda que tiene. Salidos fuera de estos valles, es la tierra toda de grandes arenales que a las veces se mudan de una parte a otra, que no ay en ellos tan sólo un árbol, porque lo quemó todo el fuego, y que la ceniza se tornó después en arena, y que después de hechas estas cosas, con otras muchas, dicen que (Pachacama) se tornó al cielo.

Del mismo modo, en su obra Historia general de las Indias, el historiador español Francisco López de Gómara expone lo siguiente:

Dicen que al principio del mundo vino por la parte septentrional un hombre que se llamó Con, el cual no tenía huesos. Andaba mucho y ligero; acortaba el camino abajando las sierras y alzando los valles con la voluntad solamente y palabra, como hijo del Sol que decía ser. Hinchó la Tierra de hombres y mujeres que crió y dióles mucha fruta y pan, con lo demás a la vida necesario. Mas empero, por enojo que algunos le hicieron, volvió la buena tierra que les había dado en arenales secos y estériles, como son los de la costa, y les quitó la lluvia, ca nunca después acá llovió allí. Dejóles solamente los ríos, de piadoso, para que se mantuviesen con regadío y trabajo. Sobrevino Pachacama, hijo también del Sol y de la Luna, que significa criador, y desterró a Con y convirtió sus hombres en los gatos, gesto de negros que hay; tras lo cual crió él de nuevo los hombres y mujeres como son ahora, y proveyóles de cuantas cosas tienen.
Historia general de las Indias, Capítulo CXXII

La versión mitológica de la creación está caracterizada por dos dioses que actúan sucesivamente, hay dos creaciones la de Kon y la de Pachacámac que resulta definitiva; habiéndose retirado ambos, el Sol y la Luna -presentes todos los días- quedaron como dioses principales, pero no en calidad de creadores. Además de ello, el mito parece indicar dos corrientes civilizadoras: la primera llega por el mar desde el Norte y es representada por Kon; mientras que la segunda llega desde el Sur y es representada por Pachacámac, que ganó la confrontación.

### Wakon y los Willkas
En tiempos primigenios, desde lo más alto del Hanan Pacha, vivían dos hermanos: Pachacámac (dios del cielo) y Wakon (dios del fuego y de la oscuridad).
Ambos hermanos se hallaban prendados de una joven de cautivante belleza, la cual era la diosa Pachamama. A raíz de esto, ambos hermanos desarrollaron una fuerte rivalidad.
Motivado por su belleza y sencillez, el dios Pachacámac no dudó en ganarse el corazón de aquella diosa. Cuando la diosa lo aceptó, Pachacámac y Pachamama se unieron; de esta forma, ambos dioses personificaron la unión del cielo y la tierra.
Como fruto de esta unión, nacerían los gemelos conocidos como los "Willkas". Ambos hermanos eran varón y mujer.
Esto desató la furia de Wakon, el cual estaba decidido a enfrentar a su hermano Pachacámac. Sin embargo, este último acabaría derrotando a Wakon y, por ende, terminaría exiliando a su envidioso hermano del Hanan Pacha al Kay Pacha.
Una vez en la Tierra, Wakon, lleno de una furia incontenible, descargó todo su enfurecimiento en ella. Catastróficas sequías, inundaciones, hambruna y muerte eran solo algunos de los tantos estragos que Wakon desencadenó en el mundo.
Afectado por el efecto devastador de Wakon, Pachacámac descendió del Hanan Pacha e inició el segundo enfrentamiento contra su hermano. En cada golpe, la Tierra temblaba catastróficamente. Wakon enfrentó a su hermano, esta vez, con total intención de matarlo. Sin embargo, Wakon sería vencido nuevamente por Pachacámac, restableciendo así, el orden en el mundo.
Entonces, como seres mortales, Pachacámac y Pachamama reinaron en la Tierra junto a sus dos hijos; mientras el vencido Wakon fue nuevamente exiliado y condenado a vivir bajo las sombras de las cuevas de las montañas más lejanas, con la advertencia de no volver jamás.
Aquella felicidad duró poco, pues Pachacámac cayó por accidente al mar de Lurín, muriendo ahogado. Al morir, Pachacámac se convirtió en una isla.
Pachacámac, quien era la flama que otorgaba la luz al mundo, se extinguió. Tras esto, el mundo quedó inmerso en tinieblas.
Después de eso, pasaron diversos eventos que, sin saberlo, condujeron a Pachamama y sus hijos ante un irreconocible Wakon. Dentro de la cueva en la que Wakon vivía, llamada Wakonpahuacin, Pachamama y sus hijos se cobijan con el fuego de la hoguera.
Al darse cuenta de quienes eran, Wakon ideó un plan para satisfacer sus deseos de venganza.
Al ver que faltaba agua, Wakon mandó a los Willkas a llenar un cántaro que tenía una grieta casi indiscernible; por lo que tardarían en darse cuenta de que dicho recipiente jamás se podrá llenar.
Durante la ausencia de los niños, Wakon intentó seducir a Pachamama y, al no lograrlo, asesinó a la diosa y dividió el cuerpo en partes para devorarla. Luego de semejante barbarie, Pachamama se transformó en la actual Cordillera La Viuda.
Al retornar, los niños preguntaron extrañados por su madre y Wakon les dijo que no tardaría en regresar; pero el tiempo transcurría y la diosa madre no se hacía presente. Ante el sufrimiento de los niños, los animales se compadecieron de ellos y decidieron actuar al respecto. Estos advirtieron a los niños del peligro que representaba aquella misteriosa persona, pues esta se trataba de su pernicioso tío, el dios Wakon. Asimismo, los animales ayudaron a los niños a derrotar al temible dios engañándolo para que este cayera en un profundo abismo. Cuando esto pasó, violentos terremotos azotaron toda la Tierra.
Los niños estuvieron agradecidos con los animales y siguieron con su travesía. Mientras ambos hermanos se hallaban recogiendo papas, encontraron una planta de oca con forma de muñeca. Los niños, contentos con el descubrimiento, comenzaron a jugar con ella hasta que se partió en pedazos.
La pérdida del juguete hizo que los niños lloraran hasta quedarse dormidos. Mientras dormían, la niña tuvo un sueño que no comprendía. En su sueño, ella arrojaba su sombrero al aire; pero este no regresaba sino que permanecía suspendido en el aire.
Al despertarse, la niña le contó a su hermano acerca del sueño que había tenido, pero ninguno comprendió su significado. Confundidos y sin saber qué hacer, se quedaron sentados en el campo. Mientras los niños seguían preguntándose por el significado, vieron descolgarse del cielo dos sogas de oro. Asombrados, consultaron entre ellos y decidieron trepar por las sogas para ver hacia donde los llevaría.
Subieron y subieron hasta llegar al Hanan Pacha, donde fueron recibidos por su afectuoso padre. Pachacámac recompensó la valentía de sus hijos otorgándoles un lugar privilegiado en su reino. Es así como los Willkas se transformaron en cuerpos celestes: el niño se transformó en Inti, el Sol; y la niña en Quilla, la Luna.
Así la época de oscuridad total en la Tierra llegó a su fin, dando paso al día y la noche.
Pachamama resucita y es recompensada por su fidelidad a Pachacamac que le confiere la facultad generadora; desde ese entonces, Pachamama quedó encantada en la Cordillera La Viuda. Dicha cordillera posee nieve perpetua de facultad generatriz, fundamentadora de la lluvia y proveedora del agua para el sustento del hombre, las plantas y los animales.
El todopoderoso Pachacámac también dotó de grandes dones a los animales que ayudaron a sus hijos a derrotar al abominable Wakon.

## Características

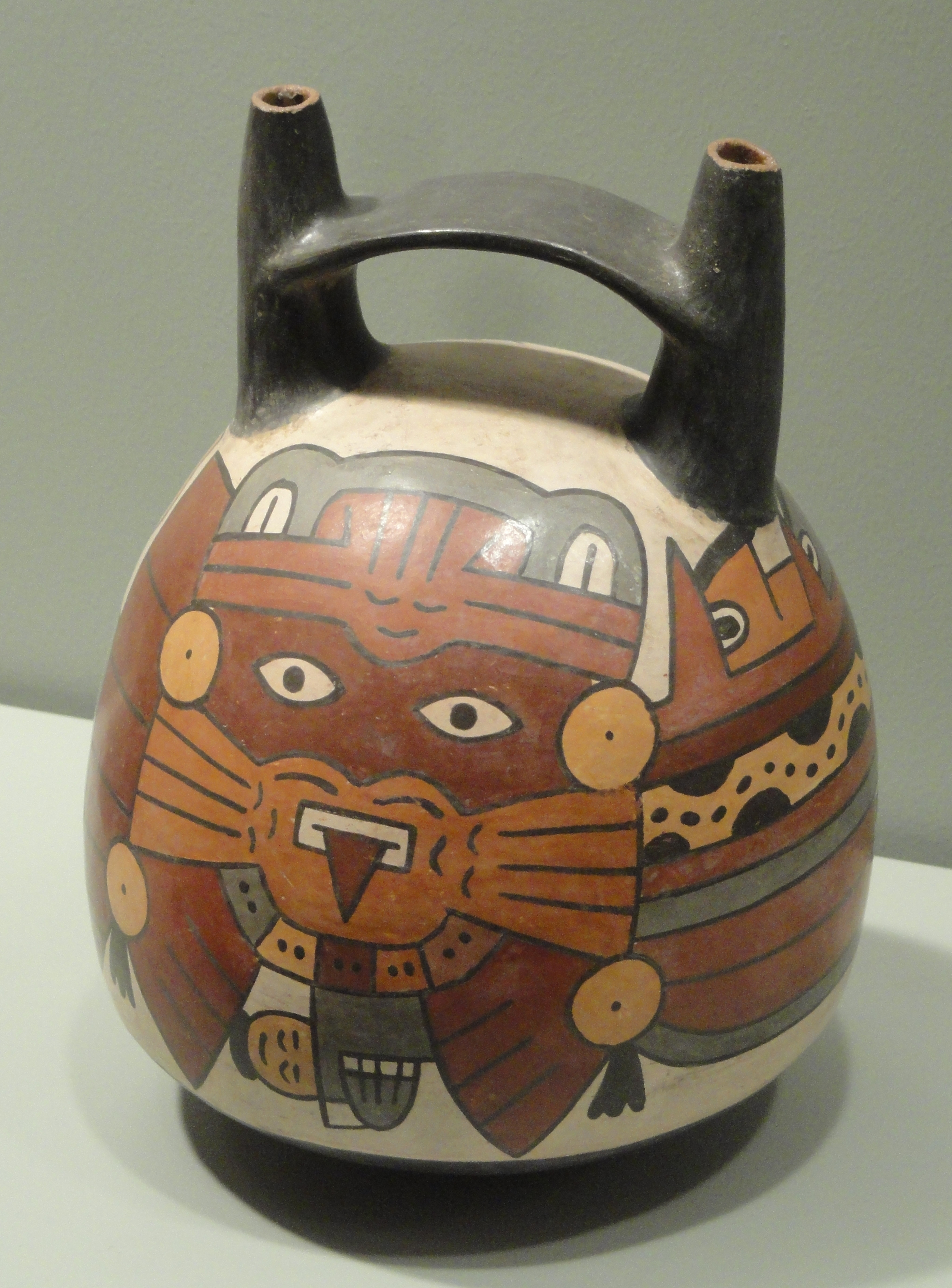
Representación del dios Kon en un huaco perteneciente a la Cultura Nazca.

El dios Kon apareció por primera vez en el mar, desde el Norte. El dios Kon era un dios eminentemente volador, puesto que su apariencia era deshuesada y descarnada (carecía de huesos y carne); no obstante, su forma era humana. Andaba mucho y ligero, como hijo del Sol, recorría las sierras y valles solamente con la voluntad y su palabra. Crea el mundo, lo puebla con seres humanos a los que provee de abundante agua y frutos.
Desde las tierras del Sur llegaría Pachacámac, también hijo del Sol, desterrando a Kon y destruyendo su creación, para hacer una nueva generación de hombres y proveerlos de cuantas cosas tienen.
Kon era considerado el dios creador del mundo por culturas de la costa peruana como Paracas y Nazca, que lo representaban volando con máscaras felinas y portando alimentos, cabezas trofeo y un báculo; o bien con su cabeza y ojos prominentes, por lo que también es conocido como el "dios oculado".
En algunos huacos de la Cultura Nazca y Cultura Paracas, Kon está representado como un hombre con rasgos de ave.
El dios Kon también podía manifestarse bajo la forma de una gran tormenta o remolino de arena. Mediante esta forma, Kon se desplazaba a lo largo del vasto desierto costero peruano.